# 2012년 하계 올림픽 케냐 선수단
케냐는 2012년 7월 27일에서 8월 12일까지 영국 런던에서 열린 제30회 하계 올림픽에 참가했다.

## 같이 보기
- 올림픽 케냐 선수단